# 瑞典—土耳其關係
瑞典-土耳其关系是指瑞典与土耳其之间的外交关系。这两个国家都是欧洲委员会、经济合作与发展组织、歐洲安全與合作組織和地中海聯盟成员。
瑞典在安卡拉设有大使馆，在伊斯坦堡设有总领事馆。土耳其在斯德哥尔摩设有大使馆。

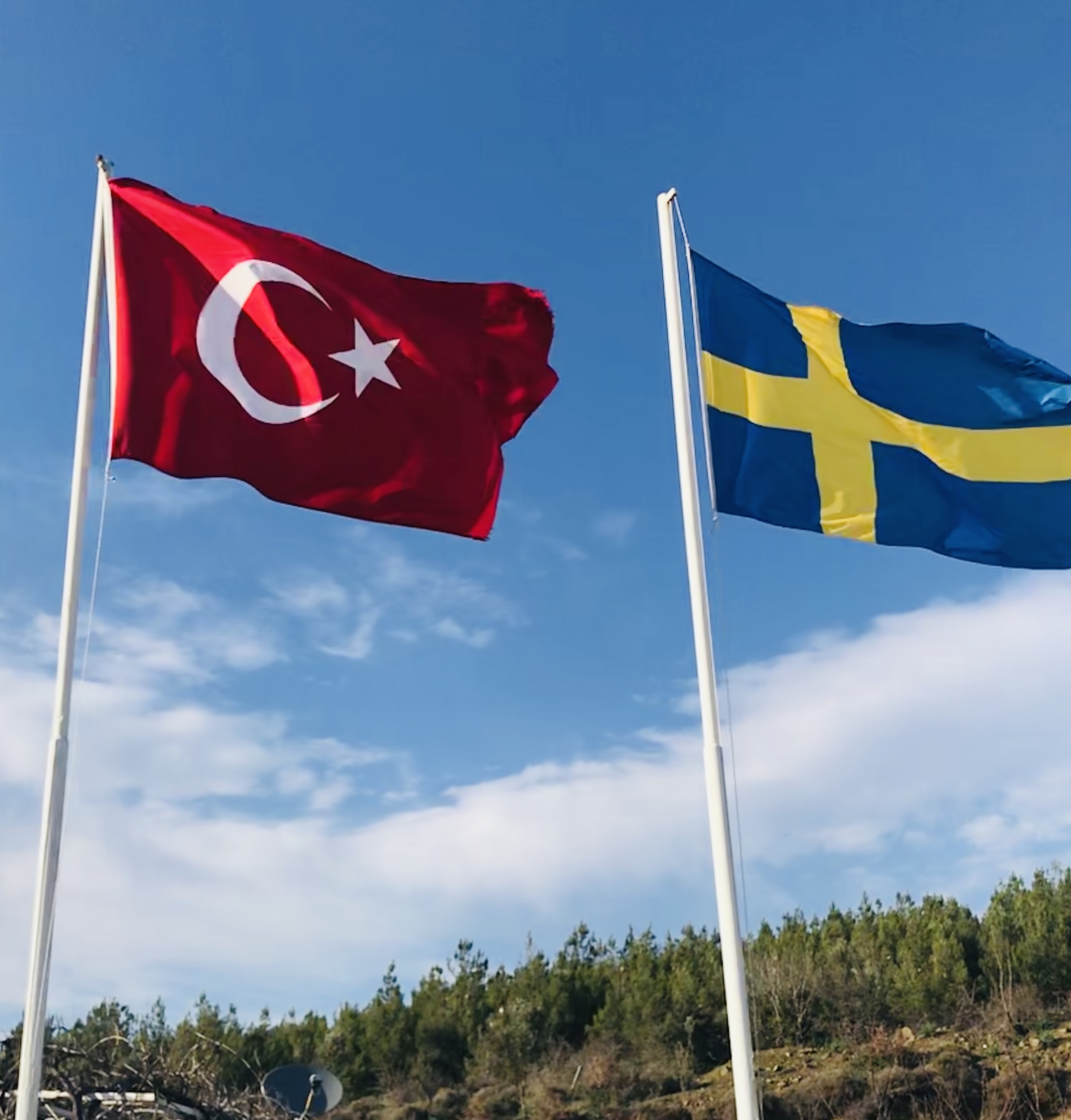
土耳其伊兹密尔貝爾加馬一座工厂前的土耳其国旗和瑞典國旗

18世纪初，两国為共同对抗俄罗斯沙皇国而在大北方戰爭期间结盟。瑞典国王卡爾十二世在波尔塔瓦会战中战败后，逃至奥斯曼帝国境內的賓傑里避难。卡爾十二世受到奥斯曼人的欢迎，并与苏丹艾哈迈德三世的母亲古尔努什苏丹通信。卡爾十二世的生活费用由奥斯曼政府支付。
自1730年代以来，瑞典就与土耳其（奧斯曼帝國）建立了外交关系。自1757年以来，瑞典在伊斯坦堡就設立了外交機構。瑞典于1934年10月在安卡拉开设了大使馆。
1934年10月，瑞典王儲古斯塔夫六世·阿道夫以及路易絲·蒙巴頓和英格丽德公主访问土耳其。
位于伊斯坦布尔的瑞典研究所 (SFII) 成立于1962年。 Business Sweden自 1991年以来便在土耳其開展活動，並且該機構在伊斯坦布尔设有办事处。
2009年，瑞典擔任欧盟轮值主席国时，时任瑞典首相弗雷德里克·赖因费尔特宣布支持土耳其加入欧洲联盟。當時法国和德国反对土耳其加入欧盟，瑞典綠色環境黨認為德法兩國的決定不妥。 
2019年土耳其在敘利亞東北部的攻勢之後，瑞典對土耳其實施武器禁運。2021年10月，包括瑞典在內的10个西方国家呼籲土耳其释放活动家奥斯曼·卡瓦拉，之後土耳其总统雷杰普·塔伊普·埃尔多安下令包括芬兰駐土耳其大使在內的10名駐土耳其大使為不受歡迎人物。然而大使们没有收到任何离开土耳其的正式通知。 
2022年，土耳其反对瑞典加入北大西洋公约组织，根据土耳其的说法，瑞典幕後支持库尔德斯坦工人党 、人民保護部隊和居伦运动。 6月28日，土耳其改變態度，支持瑞典加入北约。瑞典将取消對土耳其的武器禁运，並且不会支持“居伦运动”以及库尔德民主联盟党和其附属武装组织“人民保护部队”。
2022年12月2日，瑞典将库尔德工人党成员马赫穆德·塔特引渡至土耳其。
2023年1月21日，由於土耳其不滿瑞典允许在斯德哥尔摩举行反土耳其示威，土耳其方面宣布取消瑞典国防部长的访问计划。

## 亚美尼亚种族灭绝争端
2008年6月12日，瑞典國會拒绝承認1915年發生的亚美尼亚种族灭绝为种族灭绝。 然而2010年3月11日，瑞典國會最終承认亚美尼亚种族灭绝是種族滅絕。 
之後土耳其立即召回了該國駐驻瑞典大使，并取消了两国原定于2010年3月17日举行的会谈。 